# John Gardner (Politiker, 1697)
John Gardner (* 17. September 1697 in Newport, Colony of Rhode Island and Providence Plantations; † Januar 1764 ebenda) war ein britischer Jurist, Politiker und Offizier. Er war mehr als acht Jahre lang Vizegouverneur (Deputy Governor) der Colony of Rhode Island and Providence Plantations und Chief Justice am kolonialen Superior Court.

## Werdegang
John Gardner wurde 1722 ein Freeman in Newport und war zwischen 1732 und 1737 als Assistant tätig. 1737 saß er in einem Ausschuss mit Mitgliedern aus anderen Kolonien, welcher dabei half, den strittigen Grenzverlauf zwischen New Hampshire und Massachusetts beizulegen. Vier Jahre später gehörte er einem anderen Ausschuss an. Dieser sollte feststellen, ob zwei zusätzliche Kompanien für die Verteidigung der Kolonie ausgehoben werden konnten, und bestimmen, ob ein Fort auf Goat Island für die Verteidigung des Hafens errichtet werden sollte. Man wählte ihn 1743 zum Generalschatzmeister – eine Position, welche er bis 1748 innehatte, als er wieder Assistant wurde. Während dieser Zeit bekleidete er 1744 den Dienstgrad eines Colonels und wurde zum Generalkommissar ernannt. 1754 wurde er Vizegouverneur der Kolonie und bekleidete diesen Posten eine einjährige Amtszeit. Als sein Nachfolger Jonathan Nichols junior vor dem Ende seiner Amtszeit verstarb, wurde er wieder zum Vizegouverneur gewählt. Gardner bekleidete diesen Posten mehr als sieben Jahre lang bis zu seinem Tod im Januar 1764. Daneben wurde er zum sechsten Chief Justice am Superior Court gewählt – eine Amt, welches er fünf Jahre lang innehatte.

## Familie
John Gardner, Sohn von Catharine Holmes und Joseph Gardner, wurde in der Kolonialzeit im Newport County geboren. Sein Großvater George Gardiner war 1638 einer der ersten Siedler in Portsmouth (Newport County). Einer seiner Urgroßväter war Obadiah Holmes, ein Baptistenprediger in Newport. Er wurde für seine religiösen Ansichten und Aktivitäten in Boston schwer ausgepeitscht. Ein anderer Urgroßvater war Randall Holden, welcher die regimekritische Theologin Anne Hutchinson unterstützte. Er gehörte zu den Unterzeichnern des Portsmouth Compact, eines Dokumentes, mit dem die erste Regierung der Colony of Rhode Island and Providence Plantations errichtet wurde. Eine Ururgroßmutter von John Gardner war Frances Latham, die Ehefrau von William Dungan. Sie wird als „the mother of governors“ bezeichnet. 14 Nachkommen von ihr waren Gouverneure, Vizegouverneure oder Ehegatten der Gouverneure.
Am 23. Oktober 1720 heiratete er Frances Sanford (* 13. Januar 1702), Tochter von Frances Clarke und John Sanford. Das Paar bekam elf Kinder: Mary, Francis, John Holmes, George, Catherine, Lydia, Elizabeth, William, Sanford, Ann und Abigail. Frances Sanford war eine Urenkelin von zwei früheren Gouverneuren von Rhode Island. Einer von ihnen war John Sanford, der eine kurze Zeit der Gouverneur über die Towns Portsmouth und Newport in Rhode Island war. Dies war kurz vor der Wiedervereinigung der Kolonie unter der Coddington Commission. Der andere Urgroßvater war Jeremy Clarke, der von 1648 bis 1649 eine einjährige Amtszeit als Präsident der Kolonie absolvierte.
Ann Gardner, Tochter von Frances Sanford und John Gardner, war zweimal verheiratet. Ihr zweiter Ehemann war Solomon Southwick, der Herausgeber der Newport Mercury und ein prominenter Fürsprecher für die Patrioten während des Unabhängigkeitskrieges.